# استلویدیو (اوهایو)
استلویدیو (به انگلیسی: Stelvideo) یک منطقهٔ مسکونی در ایالات متحده آمریکا است که در شهرستان دارک، اوهایو واقع شده‌است.